# 8269 Calandrelli
8269 Calandrelli este un asteroid din centura principală de asteroizi.

## Descriere
8269 Calandrelli este un asteroid din centura principală de asteroizi. A fost descoperit pe 17 august 1988 la Observatorul San Vittore din Bologna. El prezintă o orbită caracterizată de o semiaxă mare de 2,56 ua, o excentricitate de 0,21 și o înclinație de 9,2° în raport cu ecliptica.